# 圣真纳罗-维苏威亚诺
圣真纳罗-维苏威亚诺（義大利語：San Gennaro Vesuviano），是意大利坎帕尼亞大區那不勒斯廣域市的一个市镇。总面积6.97平方公里，人口11080人，人口密度1589.7人/平方公里（2009年）。ISTAT代码为063066。